# Asperula arcadiensis
Asperula arcadiensis ist eine Pflanzenart in der Familie der Rötegewächse (Rubiaceae). Sie ist im südlichen Griechenland beheimatet und wächst auf Kalkstein in gebirgigen Regionen. Ein gebräuchlicher englischer Trivialname ist „Arcadian woodruff“.

## Beschreibung

### Erscheinungsbild und Blatt
Asperula arcadiensis wächst als polsterförmige, Rasen bildende, ausdauernde krautige Pflanze und erreicht Wuchshöhen von 8 bis 15 (selten 4 bis 18) Zentimeter. Die an ihrer Basis verholzenden, schwachen, vierkantigen Stängel sind behaart. Die weniger als zwölf Internodien folgen in mehr oder weniger gleichen Abständen aufeinander und sind in den oberen Bereichen kaum länger.
Die Laubblätter stehen gegenständig und bilden mit den gleich aussehenden Nebenblättern einen scheinbaren Wirtel von sechs (selten sieben) Blättern. Die einfachen, dicht grau behaarten Blattspreiten sind bei einer Länge von meist 8 bis 10 (selten 4 bis 12) Millimeter und einer Breite von meist 1,5 bis 2,5 (selten 1,2 bis 3) Millimeter mehr oder weniger breit lanzettlich. Die Blattränder sind schwach nach unten umgerollt. Die Blattaderung ist durch eine Mittelrippe bestimmt.

### Blütenstand, Blüte und Frucht
Wenige und sitzende Blüten stehen mit Hüllblättern in endständigen, pyramidenförmigen Blütenständen.
Die zwittrigen Blüten sind radiärsymmetrisch und vierzählig. Die vier rosafarbenen, kahlen Kronblätter bilden die schmal trichterförmige Krone. Sie besteht aus der 8 bis 10 (selten bis 12) Millimeter langen Kronröhre und den vier (selten 1,5 bis) 2 bis 3 Millimeter langen und lanzettlichen, mehr oder weniger nach innen gebogenen Kronlappen. Der Griffel überragt die Kronröhre. Der Fruchtknoten ist eiförmig.
Die etwas körnige und kahle Frucht misst ungefähr 2 Millimeter.

### Chromosomenzahl
Die Chromosomenzahl beträgt 2n = 22.

## Systematik
Asperula arcadiensis wurde 1820 von John Sims in Botanical Magazine; or, Flower-Garden Displayed, Tafel 2146 erstbeschrieben. Ein Synonym für Asperula arcadiensis Sims ist Asperula mollis Boiss.
Asperula arcadiensis gehört zur Sektion Hexaphylla innerhalb der Gattung Asperula.